# Иенгринский эвенкийский национальный наслег
Иенгринский эвенкийский национальный наслег — сельское поселение в Нерюнгринском районе Якутии Российской Федерации.
Административный центр — село Иенгра.

## История
Статус и границы сельского поселения установлены Законом Республики Саха (Якутия) от 30 ноября 2004 года N 173-З N 353-III «Об установлении границ и о наделении статусом городского и сельского поселений муниципальных образований Республики Саха (Якутия)».

## Население
| 2002  | 2009  | 2011  | 2012  | 2013  | 2014  | 2015  |
| ----- | ----- | ----- | ----- | ----- | ----- | ----- |
| 1216  | ↘1103 | ↘1089 | ↘1086 | ↘1067 | ↘1052 | ↘1034 |
| 2016  | 2017  | 2018  | 2019  | 2020  | 2021  | 2022  |
| ↘1006 | ↘1004 | ↘971  | ↘948  | ↘944  | ↘917  | ↗1252 |
| 2023  |       |       |       |       |       |       |
| ↘1044 |       |       |       |       |       |       |

## Состав сельского поселения
| № | Населённый пункт | Тип населённого пункта       | Население |
| - | ---------------- | ---------------------------- | --------- |
| 1 | Иенгра           | село, административный центр | ↘1044     |